# Acumispora phragmospora
Acumispora phragmospora är en svampart som beskrevs 1980 av Takashi Matsushima. Arten ingår i släktet Acumispora, divisionen sporsäcksvampar och riket svampar. Inga underarter finns listade i Catalogue of Life.